# August Heinrich Peez
August Heinrich Peez (* 1786 in Mainz; † 10. März 1847 in Wiesbaden) war ein deutscher Arzt.

## Leben
Peez wurde in Mainz, unter anderem bei den Augustinern, ausgebildet. 1803 nahm er das Studium der Medizin auf, das er zunächst an den Universitäten von Würzburg und Heidelberg absolvierte. Anschließend war er Praktikant am Hospital von Bamberg, bevor er sein Studium an den Universitäten von Erlangen, Jena und Wien fortsetze. 1811 kehrte er in seine Heimat zurück. Wann er promoviert wurde, ist nicht bekannt.
Peez wurde unter anderem durch Freunde und Berufungen von diversen Hochschulen aufgefordert, sich der akademischen Laufbahn zuzuwenden. Stattdessen ließ er sich 1813 in Wiesbaden nieder. Auch Rufe als Leibarzt an fürstliche Höfe schlug er aus, sodass er sein weiteres Leben in Wiesbaden verbrachte. Zu seinen Verdiensten zählt es, die Trinkkur und damit die innere Anwendung der Heilquellen in Wiesbaden erneut zu etablieren, was zu einem erheblichen Anstieg und schließlich zu einer Verzehnfachung der Kurgäste führte. Er wurde 1818 zum Medizinalrat, 1830 zum Geheimen Hof- und Medizinalrat und schließlich 1841 zum Brunnen- und Badearzt von Wiesbaden ernannt. 1829 wurde er außerdem von der königlichen Regierung Preußens in die Kommission zur Untersuchung der Heilquellen im Königreich berufen. Die Kommission konnte allerdings aufgrund der Julirevolution und ihrer Auswirkungen ihre Arbeit nicht aufnehmen.
Der Politiker und Industrielle Alexander von Peez war sein Sohn.

## Werke (Auswahl)
- Das Verhältnis der vier Elementarstoffe zur Natur und insbesondere zum menschlichen Organismus, Kupferberg, Mainz 1813.
- Wiesbaden und seine Heilquellen, 2. Aufl., Heyer, Gießen 1831.
- Was ist für Wiesbaden jetzt zu thun und was muss geschehen, um seine weitere Entwickelung als erster Kurort Deutschlands zu fördern?, Schellenberg, Wiesbaden 1847.
- Ueber den Wert Wiesbadens und einiger andrer Curorte Deutschlands in Bezug auf Wintercuren, Haßlocher, Wiesbaden 1840.